# Kim Yong-gwang
Kim Yong-gwang ((김용광?, 金勇光?); 18 settembre 1992) è un calciatore nordcoreano, attaccante dello Hwaebul.